# Lafe, Arkansas
Lafe, Arkansas (енгл. Lafe) град је у америчкој савезној држави Арканзас.

## Демографија
По попису из 2010. године број становника је 458, што је 73 (19,0%) становника више него 2000. године.
| Група             | 2000.       | 2010.       |
| Белци             | 341 (88,6%) | 449 (98,0%) |
| Афроамериканци    | 0 (0,0%)    | 0 (0,0%)    |
| Азијати           | 0 (0,0%)    | 0 (0,0%)    |
| Хиспаноамериканци | 3 (0,8%)    | 6 (1,3%)    |
| Укупно            | 385         | 458         |